# Lumea pierdută (film din 1960)
The Lost World este un film SF  de aventură american din 1960 regizat de Irwin Allen. În rolurile principale joacă actorii Michael Rennie, Jill St. John, David Hedison, Claude Rains, Fernando Lamas.

## Prezentare
Profesorul Challenger conduce o expediție de oameni de știință și aventurieri pe un platou aflat în mijlocul junglei amazoniene pentru a verifica afirmația că dinozaurii încă trăiesc acolo.

## Actori
| Actor          | Personaj                           |
| -------------- | ---------------------------------- |
| Michael Rennie | Lord John Roxton                   |
| Jill St. John  | Jennifer Holmes                    |
| David Hedison  | Ed Malone                          |
| Claude Rains   | Professor George Edward Challenger |
| Fernando Lamas | Manuel Gomez                       |
| Richard Haydn  | Prof. Summerlee                    |
| Ray Stricklyn  | David Holmes                       |
| Jay Novello    | Costa                              |
| Ian Wolfe      | Burton White                       |
| John Graham    | Stuart Holmes                      |
| Colin Campbell | Prof. Waldron                      |
| Vitina Marcus  | Native Girl                        |